# 海野源蔵
海野 源蔵（うみの げんぞう、1898年〈明治31年〉6月3日 - 没年不明）は、日本の金融業者、大阪府多額納税者、地主・家主。

## 経歴
大阪府・海野源太郎の長男。今宮中学校を経て1921年、同志社大学法学部経済科を卒業する。大阪府庁に入り議事課に勤務し、1924年にこれを辞す。金融業、土地家屋賃貸業を営む。

## 人物
地家主である。貴族院多額納税者議員選挙の互選資格を有する。1940年、紺綬褒章を下賜される。趣味は囲碁、撞球、浄瑠璃。宗教は真宗。住所は大阪府西成郡中津町下三番、大阪市東淀川区中津浜通4丁目。

## 家族・親族
海野家
- 祖父・源左衛門[14][15] - 1872年5月、西成郡第三区四番組（光立寺・小島新田・小島古堤新田・下三番）戸長[16]。
- 父・源太郎[17]（1864年 - ?、大阪府多額納税者[7]、大阪府平民、質業[8]、金融業[11]、資産家[14]、地家主[15]） - 住所は大阪府西成郡中津町下三番[8][17]、中津浜通4丁目[15]。
- 母・タネ（1870年 - ?、大阪、池永善左衛門の妹）[3][5]
- 妻・のぶ（1898年 - ?、大阪市此花区新家町の地家主で金融業を営む松本辰蔵の長女）[18] - 松本辰蔵の妻イトは海野源蔵の従姉である[9][18]。
- 長男[15]
- 三男[9]
- 四男[9]
- 五男[9]